# Hetényi Béla (színművész, 1826–1858)
Hetényi Béla (Sátoraljaújhely, 1826. november 22. – Pozsony, 1858. április) színész, hadnagy.

## Életútja
Hetényi József és Mathiesovszky Amália fiaként született, 1826. november 23-án keresztelték. Hősszerelmes és népszínműénekes volt, később a katonai pályára lépett és Garibaldi mellett küzdött. 1848. június 7-én Kaposvárott csatlakozott a Pécsett alakuló 8. honvédzászlóaljhoz. A délvidéki harcokban részt vett, majd december végén a bácskai hadszíntéren őrmesterként szolgált alakulatánál. 1849. június 30-ától hadnagy volt a 128. zászlóaljban. (Augusztus 20-ai kimutatás szerint ugyanaz a temesremetei táborban.)
Neje Kiss Katalin kedvelt színésznő volt a vidéken, meghalt 28 éves korában, 1863. november 12-én, Székesfehérvárott. Fia ifj. Hetényi Béla színész.